# Шашки (Брестская область)
Шашки́ (бел. Шашкі́) — деревня в Ганцевичском районе Брестской области Белоруссии, в составе Огаревичского сельсовета. Население — 76 человек (2019).

## География
Шашки находятся в 10 км к востоку от Ганцевичей и в 4 км к востоку от Огаревичей. Местность принадлежит бассейну Днепра, рядом с деревней сеть ручьёв и мелиорационных каналов со стоком в реку Цна. Через Шашки проходит местная автодорога Огаревичи — Большие Круговичи, другие местные дороги ведут в Красыничи и Малые Круговичи. Ближайшая ж/д станция — в Ганцевичах (линия Барановичи — Лунинец).

## История
В XIX веке Шашки были деревней в Слуцком уезде Минской губернии, собственность помещиков из рода Обуховичей. Во второй половине XIX века западней деревни была построена дворянская усадьба Юлино и заложен пейзажный парк.
Согласно переписи 1897 года деревня насчитывала 23 двора и 164 жителя.
В феврале 1918 года деревня была занята германскими войсками, с марта 1919 года — войсками Польши. Согласно Рижскому мирному договору (1921) деревня вошла в состав межвоенной Польши, где принадлежала Лунинецкому повету Полесского воеводства. В 1921 году насчитывала 44 дома и 243 жителя. С 1939 года в составе БССР.
В Великую Отечественную войну с конца июня 1941 г. до начала июля 1944 года деревня была оккупирована немецко-фашистскими захватчиками. На фронтах войны погибло в боях или пропали без вести 16 жителей деревни.
После войны на территории бывшей усадьбы разместился школьный лагерь, усадебный дом и часть построек при этом были разобраны. Согласно переписи 1970 года Шашки насчитывали 502 жителя.

## Достопримечательности
- Курган периода раннего средневековья XI-XIII веков
- Бывшая усадьба Юлино (вторая половина XIX — начало XX века). Усадебный дом не сохранился. Сохранились фрагменты брамы (въездных ворот), ледовня и фрагменты парка[5]